# Eleição da cidade-sede dos Jogos Olímpicos de Verão de 2000
A eleição da cidade-sede dos Jogos Olímpicos de Verão de 2000 ocorreu em 23 de setembro de 1993, durante a 96.ª Sessão do COI, realizada em Tóquio, Japão. Cinco cidades eram candidatas:
- Berlim
- Istambul
- Manchester
- Pequim
- Sydney

A votação seguiu o procedimento habitual: na primeira rodada, cada membro do COI com direito a voto escolheria uma das seis candidatas. No final, caso nenhuma atingisse a maioria absoluta, a menos votada era eliminada e a votação recomeçava com as restantes, até que essa condição fosse satisfeita, o que só aconteceu na última rodada, com a surpreendente virada de Sydney sobre Pequim, que havia vencido as três rodadas anteriores:
| Cidade     | CON         | 1ª rodada | 2ª rodada | 3ª rodada | 4ª rodada |
| ---------- | ----------- | --------- | --------- | --------- | --------- |
| Sydney     | Austrália   | 30        | 30        | 37        | 45        |
| Pequim     | China       | 32        | 37        | 40        | 43        |
| Manchester | Reino Unido | 11        | 13        | 11        | -         |
| Berlim     | Alemanha    | 9         | 9         | -         | -         |
| Istambul   | Turquia     | 7         | -         | -         | -         |